# Szaboreusok
Szaboreusoknak (arám nyelven סבוראים, latin betűkkel szevoroim, magyarul körülbelül „érvelők”) nevezték az amóráknak nevezett nagy Talmud-magyarázókat követő kora középkori babilóniai zsidó hittudósokat, akik a Talmud-szöveg végső simítását végezték. A Szaboreusok kora körülbelül a Kr. u. 500 és 650 közötti időt jelöli. A későbbi zsidó hittudósok már a Gáonok korába tartoznak.

## Történetük
A szaboreusok, mint előttük az amorák és utánuk a gáónok, a nagy zsidó akadémiák vezetői voltak Babilóniában, a zsidó kultúra korabeli fő fészkében. Serira gáón (megh. 1006) egyik levelében a szaboreusok működését az utolsó amorának, Ravinának a halálával kezdi. A Szeder Tannaim vaamaraim című krónika is rövidnek tudja a szaboreusok működését. Serira gáóntól ismert a szaboreusok sorrendje is. Eszerint csupán egy félszázadig működtek volna a szaboreusok, de minthogy a gáónok, mint iskolafők is egyenesen utódaik voltak és a szaboreusok legjelentékenyebb ismerőjének, Ábrahám ibn Daud (megh. 1180) krónikája szerint 689-ben lett a pumbaditai iskolafő gáón, ennélfogva addig az ideig valamennyit szaboreusoknak kell tekinteni, és így az öt generációt számlál. Az első szaboreusokokat Mar Joszé reprezontálja, és ő már a Talmud befejezése után működött. Működésüket Serira gáón így jellemzi: 
„Azután [t. i. Ravina, az utolsó amoreus halála után] amorák nem voltak, de voltak tudósok, akiket szaboreusoknak neveztek, és akik az amorákhoz hasonlóan hoztak döntéseket, és mindent (t. i. olyan Misna-szövegeket, amiket az amorák nem magyaráztak meg), amit magyarázat nélkül hagytak, világosan megmagyaráztak.”
Ebből is következik, hogy a szaboreusok lényeges toldást már nem adtak a Talmud-szöveghez, de magyarázataikkal bővítették azt, és ezek főképp olyan nehezebb részletekre vonatkoztak, amelyeket az amorák eldöntetlenül hagytak. Ezek a magyarázatos részek azután bekerültek a Talmud-szövegbe, mint azt maga Serira gáón bizonyítja; ilyen van pl. a Kiddusin traktátusban. Fontosabb ennél azonban a szaboreusok tevékenysége, amely a Talmud meglevő és változatlanul hagyott szövegének megszerkesztésében állott a Szeder Tannaim vaamoráim szerint. Eszerint a szaboreusok nem jegyezték oda saját és esetleg az amorákéval ellentétes döntéseiket, hanem csupán meghatározták a Talmud szövegének és fejezeteinek elrendezését. Ezekből az okokból kifolyólag a Talmud végleges elrendezőinek és szerkesztőinek a szaboreusokkat kell tekinteni. Utánuk a gáóni kor nem változtatott már a szövegen és annak beosztásán. Ezt a munkát a két utolsó szaboreus, Giza és Simuna fejezték be.

## Név szerint ismert szaboreusok
- Rab Acha bar Abbuha (megh. 510)
- Rab Achai bar Rab Hunagest (megh. 506)
- Rab Aina
- Rabba Josef (megh. 520)
- Mar Zutra
- Rabbai
- Rabina von Amutsja (megh. 507)
- Rab Richumai (megh. 506)
- Sama bar Jehuda (megh. 504)
- Rab Samuel bar R. Abbahu (megh. 506)
- Rab Simona (megh. 540 körül)
- Rab Tachna